# 大橋家
大橋家（おおはしけ）は江戸時代の将棋家元（将棋三家）の一家。初代大橋宗桂が祖。将棋三家には分家である大橋分家があり、それとの区別で特に大橋本家とも呼ばれる。身分は御用達町人。

## 概要
二代宗古の時代に大橋分家・伊藤家の将棋三家による家元制度を確立したが、大橋家は宗古の孫の四代宗伝の早世で断絶の危機を迎え、伊藤家より養子（五代宗桂）を迎えようやく存続した。以後も五代宗桂の養子の六代宗銀が伊藤家の伊藤印達との57番勝負に負け越すなど不振が続き、再度伊藤家より養子を迎えることとなる（八代宗桂）。八代宗桂の子の九代宗桂が八世名人となるも、以降は目立った活躍もなかったが、十一代宗桂の門人から天野宗歩と小野五平が出ている。
明治時代になり、他の将棋三家と共に家元としては廃絶し、また十一代宗桂の後を継いだ十二代大橋宗金の棋力は低く、一定の権威は有していたもののその影響力は低下した。宗金の引退後、後継となった大橋五郎が未熟であったため関根金次郎を後見に迎え免状の発行などを関根に嘱託することとなった。
大橋宗家は15代で断絶しているが、十二代宗金の四女・豊(とよ)が他家へ養女に出されており、その子孫・井岡家が2021年時点で現存している。
初代宗桂の墓所は京都の本法寺教行院にあるが、二代宗古の墓石は行方不明となっている。三代宗桂以降の歴代当主の墓所は伊勢原市の冨士山上行寺。1928年に東京都より史蹟指定を受けている。
九代大橋宗桂らが残した「大橋家文書」が発見され、江戸時代の将棋指しの実態を知る上で貴重な資料となっている。1981年、この「大橋家文書」は大山康晴の依頼により、先述の井岡家から関西将棋会館内の将棋博物館に移送された。しかし当時の棋士達には「将棋会館内の物品は棋士の自由にできる」という意識が強く、大橋家文書を勝手に借り出した棋士が多数おり、この結果多数の棋書類が散逸した。2006年に同博物館が閉鎖した後、残った文書類は井岡家側の強い希望により返還されている。

## 歴代当主
- 初代大橋宗桂（1555年 － 1634年）。九段。一世名人。大橋家の祖。次男の宗与は、大橋分家の祖となる[8]。
- 二代大橋宗古（1576年 － 1654年）。九段。二世名人。初代宗桂の子[9]。
- 三代大橋宗桂（1613年 － 1660年）。七段。二代宗古の子。献上図式（詰将棋）を準備していたことから、次期名人候補であったと推測されている。5歳年下である伊藤家の初代伊藤宗看に追い抜かれる形となり、名人にはとどかなかった[10]。
- 四代大橋宗伝（1638年 － 1662年）。五段。三代宗桂の子。1660年に家督を継ぐも2年後に早世[11]。
- 五代大橋宗桂（1636年 － 1713年）。九段。四世名人。伊藤家初代伊藤宗看の子。二代宗古の外孫。初名は宗銀。伊藤家から養子に迎えられる[12]。
- 六代大橋宗銀（1694年 － 1713年）。五段。五代宗桂の養子。伊藤家の伊藤宗印の長男である伊藤印達（五段）との57番勝負で知られている。4番手直りで、最後は角落ちまで指し込まれる。1713年に家を継ぐもその年のうちに死去[13]。
- 七代大橋宗桂（1688年？ － 1753年）。七段格。六代宗銀の早世により急遽、家督を継ぐ。出自は不明。御城将棋はたった5局しか行っておらず、1724年（享保9年）には早々と伊藤家より養子を迎え隠居した[14]。
- 八代大橋宗桂（1714年 － 1774年）。八段。七代宗桂の養子。二代伊藤宗印の三男。前名は伊藤宗寿[15]。
- 九代大橋宗桂（1744年 － 1799年）。九段。八世名人。八代宗桂の子。初名は印寿。[16]。
- 十代大橋宗桂（1775年 － 1818年）。七段。九代宗桂の養子。初名は宗銀[17]。
- 十一代大橋宗桂（1804年 － 1874年）。八段。十代宗桂の子。初名は宗金[18]。水無瀬形の駒作者でもある[19]。（江戸後期～明治期）
- 十二代大橋宗金（1839年 － 1910年）。五段。十一代宗桂の子[20]。1905年には隠居して五郎に家督を譲った。「御水尾天皇御筆跡の写」（宸筆錦旗）の駒作者でもある[19]。（明治初期）
- 十三代大橋五郎。将棋指しではない。当時大橋門下となっていた関根金次郎（当時八段）に家元の権限である段位の審査を一任し、関根の審査に基づいて免状を発行した。
- 十四代大橋静子（1914年 － 1930年）[21]。将棋指しではない。有賀家に嫁いだ宗金の長女みよが孫娘を十四代に送って大正期に大橋家の家名を再興したもの。
- 十五代大橋京子（1902年 － 1983年）[21]。将棋指しではない。みよの三女。家名存続のために十五代となった。大橋家に伝わる江戸時代の将棋に関する資料を日本将棋連盟に寄贈したのち死去。大橋家は十五代で断絶する。

## 系譜
```
初代大橋宗桂━┳━二代大橋宗古━━━━━━━━┳━三代大橋宗桂━━━━━━━━━┓
　　　　　　　┗━初代大橋宗与（大橋分家祖）　┗━女（伊藤家祖初代伊藤宗看室）　┃
　　　　　　　　　　　　　　　　　　　　　　　　　　　　　　　　　　　　　　　　┃
┏━━━━━━━━━━━━━━━━━━━━━━━━━━━━━━━━━━━━━━━┛
┃
┗━四代大橋宗伝＝五代大橋宗桂＝六代大橋宗銀＝七代大橋宗桂＝八代大橋宗桂（二代伊藤宗印の子）━┓
　　　　　　　　　　　　　　　　　　　　　　　　　　　　　　　　　　　　　　　　　　　　　　　┃
┏━━━━━━━━━━━━━━━━━━━━━━━━━━━━━━━━━━━━━━━━━━━━━━┛
┃
┗━九代大橋宗桂＝十代大橋宗桂━十一代大橋宗桂━十二代大橋宗金

```